# Pik As (Schiff, 1938)
Pik As war der erste Name eines Fahrgastschiffes in Berlin. Ihr Heck wurde 1985 im Rahmen einer Installation an Land verwendet.

## Geschichte
Der Reeder Otto Schmidt, der am Rolandsufer 1 ansässig war, hatte bereits 1924 ein Schiff namens Pik As auf der Werft der Gebrüder Winkler in Kalkberge (Rüdersdorf) bauen lassen. Diese erste Pik As war in andere Hände übergegangen, als 1938 die neue Pik As fertiggestellt wurde. Auch dieses Schiff stammte von der Werft der Gebrüder Winkler. Die Pik As war laut Kurt Groggert 33,72 Meter lang und 4,61 Meter breit. Sie war auch für Fernfahrten geeignet, genau wie die 1929 gebaute Kreuz As der Reederei. An anderer Stelle schreibt Groggert allerdings über dasselbe Schiff, das von der Tochter des Reeders getauft worden sei, es sei 34 Meter lang und 9 Meter [!] breit gewesen. Die Konstruktionspläne habe der Ingenieur Carl Marconi erstellt, und das Schiff, mit dem man auch nach Stettin und Hamburg habe reisen können, sei mit einem Spitzgattheck und zwei Schlingertanks versehen gewesen. In der Nachkriegszeit trug das Schiff laut Groggert den Namen Helvetia und wurde unter Schweizer Flagge für Fahrten nach Glindow eingesetzt. Nach dem Ende der Berliner Blockade fuhren Otto Schmidts Schiffe wie früher wieder von der Anlegestelle an der Kottbusser Brücke ab. Die Helvetia gehörte nun wieder zu Schmidts Flotte und wurde auf Karo As umgetauft. 1953 durften laut Groggert mit der Karo As immer noch 370 Personen befördert werden.
Otto Schmidt zog sich 1963 in den Ruhestand zurück und starb 1966. Einige seiner Schiffe übernahm 1963 die Reederei Karl-Heinz Winkler, darunter auch die ehemalige Pik As, die nun den Namen Europa erhielt.
1980 wurde das Schiff zum Abwracken auf eine Werft in Spandau gebracht. Dort lag es aber offenbar noch einige Jahre, denn am 10. Juli 1985 nutzte die Neue Gesellschaft für Bildende Kunst einen Teil des Schiffskörpers für eine Veranstaltung am Kemperplatz. Dort wurde ein 11 Meter langer Teil des Hecks der einstigen Pik As aufgerichtet und im Rahmen einer Installation namens „Seestück“ durch Anstriche, Vereisen und Ausglühen verändert.
In Uwe Gieslers Schiffsdatenbank finden sich einige ergänzende Hinweise: Die Pik As sei mit einem 80-PS-Dieselmotor ausgestattet gewesen. Als Helvetia sei sie zeitweise von Johann Blaser in Glindow betrieben worden. Ominöserweise macht auch Giesler unterschiedliche Angaben zur Breite des Schiffes. Seiner Auflistung nach war die Helvetia in der Nachkriegszeit plötzlich 5,06 Meter breit; gleichzeitig ging laut Giesler die Zahl der zugelassenen Fahrgäste auf 320 zurück. Karo As hieß das Schiff laut Giesler wohl ab 1951, Europa nach dem Eignerwechsel 1963. Das Schiff wurde laut Giesler 1979 außer Dienst gestellt, aber erst 1982 verkauft.